# 昭苏镇
昭苏镇，是中华人民共和国新疆维吾尔自治区伊犁哈萨克自治州昭苏县下辖的一个乡镇级行政单位。

## 行政区划
昭苏镇下辖以下地区：
墩买里社区、工矿路社区、解放街社区、老街社区、阿克乔克社区、吐格勒勤布拉克村、库尔吾泽克村、乔伦木图村和加曼台村。